# Xylena impudica
Xylena impudica là một loài bướm đêm trong họ Noctuidae.